# Tanja Meurer
Tanja Meurer (* 16. Februar 1973 als Tanja Seidel in Wiesbaden) ist eine deutsche Schriftstellerin und Illustratorin.

## Leben und Werk
Tanja Seidel, geborene Meurer, schloss 1994 an der Berufsbildenden Schule in Mainz als Bauzeichnerin aus dem Hochbau mit Schwerpunkt Altbausanierung ab, arbeitete aber bis 2001 als Kraftfahrerin. Seitdem ist sie in der technischen Gebäudeausrüstung als Baustellen-, Projekt- und Dokumentationsassistentin tätig.
Tanja Meurer schreibt hauptsächlich in den Bereichen Horror, Steampunk, Fantasy und Krimi/Thriller, mit queeren Komponenten. Neben Romanen hat sie zahlreiche Kurzgeschichten in unterschiedlichen Anthologien veröffentlicht. Nebenbei arbeitet sie seit 2006 als Illustratorin für verschiedene Verlage. Sie ist Mitglied im Phantastik-Autoren-Netzwerk.
Meurer lebt und arbeitet mit ihrer Lebenspartnerin Juliane Seidel in Wiesbaden.

## Werke
Romane
- Glasseelen: Schattengrenzen 1. Bookshouse Verlag, 2013, ISBN 978-9963-722-40-2. Überarbeitete Neuauflage 2017, Edition Roter Drache, ISBN 978-3-946425-31-1.
- Der Rebell: Schattengrenzen 2. Bookshouse Verlag, 2013, ISBN 978-9963-722-50-1. Überarbeitete Neuauflage 2018, HOMO Littera, ISBN 978-3-903238-10-7.
- Rauhnacht. Weltenschmiede, 2014, ISBN 978-3-944504-27-8 (E-Book). Als Maschinenseele (Anabelle Talleyrand, Band 1), überarbeitete, erweiterte und illustrierte Neuauflage 2020, Eigenverlag, ISBN 979-8-61352457-0.
- 9mm – Schweiß und Blut. Dead Soft Verlag, 2015, ISBN 978-3-945934-57-9.
- Die Seelenlosen: Die Stadt der Maschinenmagie 1. Incubus Verlag, 2016, ISBN 978-3-945569-02-3. Neuauflage 2017, Dead Soft Verlag.
- Die Körperlosen: Die Stadt der Maschinenmagie 2. Dead Soft Verlag, 2020, ISBN 978-3-96089-376-9.
- The Soulless (The City of Machine Magic Book 1). (English Edition), Eigenverlag, 2022.
- Grenzgänger: Schattengrenzen 3. HOMO Littera, 2023, ISBN 978-3-99144-028-4.
- Freigeist: Schattengrenzen 4. HOMO Littera, 2024, ISBN 978-3-99144-032-1.

Kurzgeschichten
- Nebelsang, in: Fabienne Siegmund & Ulrich Burger (Hrsg.): Buntes Herbstgeflüster: Herbstgeschichten aus der Blätterwelt. Ulrich Burger Verlag, 2009, ISBN 978-3-9812846-8-3.
- Drachentraum, in: Ulrich Burger (Hrsg.): Karfunkelfeuer – und andere magische Momente. Ulrich Burger Verlag, 2009, ISBN 978-3-9812846-1-4.
- Der Misanthrop, in: Kalt glimmen die Sterne: Vampirgeschichten. Sphera Verlag, 2011, ISBN 978-3-942903-00-4.
- Raben, in: Ulrich Burger (Hrsg.): Ley Lines: und weitere mystische Momente. Ulrich Burger Verlag, 2011, ISBN 978-3-9812846-6-9.
- Ruf der Sterne, in: Stefan Holzhauer (Hrsg.): Aethergarn, Steampunk-Chroniken. Eigenverlag, 2011, ISBN 978-1-4775-6907-8.
- Zucchinischlacht, in: Ulrich Burger (Hrsg.): Die Köche: Die Speisekammer des Schlemmens. Ulrich Burger Verlag, 2012, ISBN 978-3-943378-05-4.
- Hunger, in: Zusammen finden: Benefiz-Anthologie. Eigenverlag, 2015, ISBN 978-1-5151-0480-3.
- Herbst, in: Love is Love: Romantische Kurzgeschichten gegen Homophobie. Eigenverlag, 2015, ISBN 978-1-5171-7075-2.
- Wärme mein Herz, in: Stefan Holzhauer (Hrsg.): Geistermaschinen: Die Steampunk-Chroniken Band 3. Eigenverlag, 2016, ISBN 978-1-5336-3522-8.
- Bruderliebe, in: Juliane Seidel (Hrsg.): Like a Dream Bebefizanthologie. Eigenverlag, 2016, ISBN 979-8-72474891-9.
- Warte, warte nur ein Weilchen, in: Mittendrin und nirgendwo: Benefiz-Anthologie zugunsten des Vereins Straßenkinder e. V. BoD, 2017, ISBN 978-3-8482-2469-2.
- Bestie, in: Juliane Seidel (Hrsg.): Like a (bad) Dream. Eigenverlag, 2019, ISBN 978-1-7970-8695-8.
- Staub, in When skies are falling (Tagträumer Anthologien). Tagträumer Verlag, 2021.
- In einem Atemzug, in: Aşkın-Hayat Doğan & Noah Stoffers(Hrsg.): Urban Fantasy going Queer. Art Skript Phantastik, 2021, ISBN 978-3-945045-54-1.
- Helden, in: Juliane Seidel (Hrsg.): Wie ein bunter Traum – Teenie-Träume. BoD, 2022, ISBN 978-3-7543-7983-7.
- Kammerspiel, in: C. DeWinter & C. Kessler (Hrsg.): Beweisstück A – Neue Indizien: Eine ace und aro Anthologie. BoD, 2023, ISBN 978-3-7578-8600-4.
- Seeker, in: Sven Nieder und Andi Bottlinger: Planta Nubo (Hrsg.): Eine Solarpunk-Anthologie in der Welt von »Overgrown« (Overgrown / Eine Solarpunk Welt 1). Calderan Verlag, 2023, ISBN 978-3-98600-013-4.

Illustrationen/Innenillustrationen
- Autorin Sandra Henke. Purpurfalter: Erotischer Vampir-Roman. Plaisir d'Amour Verlag, 2006, ISBN 978-3-938281-17-8.
- Herausgeberin Fabienne Siegmund. "Nebelsang – Buntes Herbstgeflüster". Ulrich Burger Verlag, 2009, ISBN 978-3-9812846-8-3.
- Herausgeber Ulrich Burger. Karfunkelfeuer - und andere magische Momente. Ulrich Burger Verlag, 2009, ISBN 978-3-9812846-1-4.
- Autorin Sarah Lukas. Der Kuss des Engels: Roman (Engel 1). Piper, 2011, ISBN 978-3-492-26807-3.
- Autorin Sarah Lukas. Der Kuss des Jägers: Roman (Engel 2). Piper, 2012, ISBN 978-3-492-26877-6.
- Herausgeber Ulrich Burger. Ley Lines: und weitere mystische Momente. Ulrich Burger Verlag, 2011, ISBN 978-3-9812846-6-9.
- Herausgeber Ulrich Burger. Die Köche: Die Speisekammer des Schlemmens. Ulrich Burger Verlag, 2012, ISBN 978-3-943378-05-4.
- Autorin Juliane Seidel. Die lebenden Träume - Assjah 1. Bookshouse Verlag, 2013, ISBN 978-9963-722-25-9.
- Autorin Juliane Seidel. Die vergessenen Kinder: Assjah 2. Bookshouse Verlag, 2013, ISBN 978-9963-722-45-7.
- Herausgeber Vanessa Kaiser & Thomas Lohwasser. Dunkle Stunden. Torsten Low Verlag, 2014, ISBN 978-3-940036-26-1.
- Autorin Stefanie Mühlsteph. Blutschwur: Die Söhne des Drachen. Torsten Low Verlag, 2014, ISBN 978-3-940036-23-0.
- Autorin Juliane Seidel. Herz aus Kristall. Tagträumer Verlag, 2020, ISBN 978-3-946843-79-5.
- When skies are falling. Tagträumer Verlag, 2021.
- Herausgeberin Juliane Seidel. Wie ein bunter Traum – Kinderträume. BoD, 2022, ISBN 978-3-7543-7986-8.
- Herausgeberin Juliane Seidel. Wie ein bunter Traum – Teenie-Träume. BoD, 2022, ISBN 978-3-7543-7983-7.
- Autorin Juliane Seidel. Nachtschatten: Unantastbar (Neuauflage). Eigenverlag, 2024, ISBN 979-8-33994516-1.
- Autorin Juliane Seidel. Nachtschatten: Ungebrochen (Neuauflage). Eigenverlag, 2024, ISBN 979-8-33994817-9.
- Autorin Juliane Seidel. Nachtschatten: Unbezwingbar (Neuauflage). Eigenverlag, 2024, ISBN 979-8-33995156-8.

## Preise und Nominierungen
- Nominierung Vincent Preis, 2014[2]
- Shortlist PAN-Stipendium, 2022, Kategorie „Phantastischer Krimi“[3]